# Organy w kościele Wniebowzięcia Najświętszej Marii Panny w Toruniu

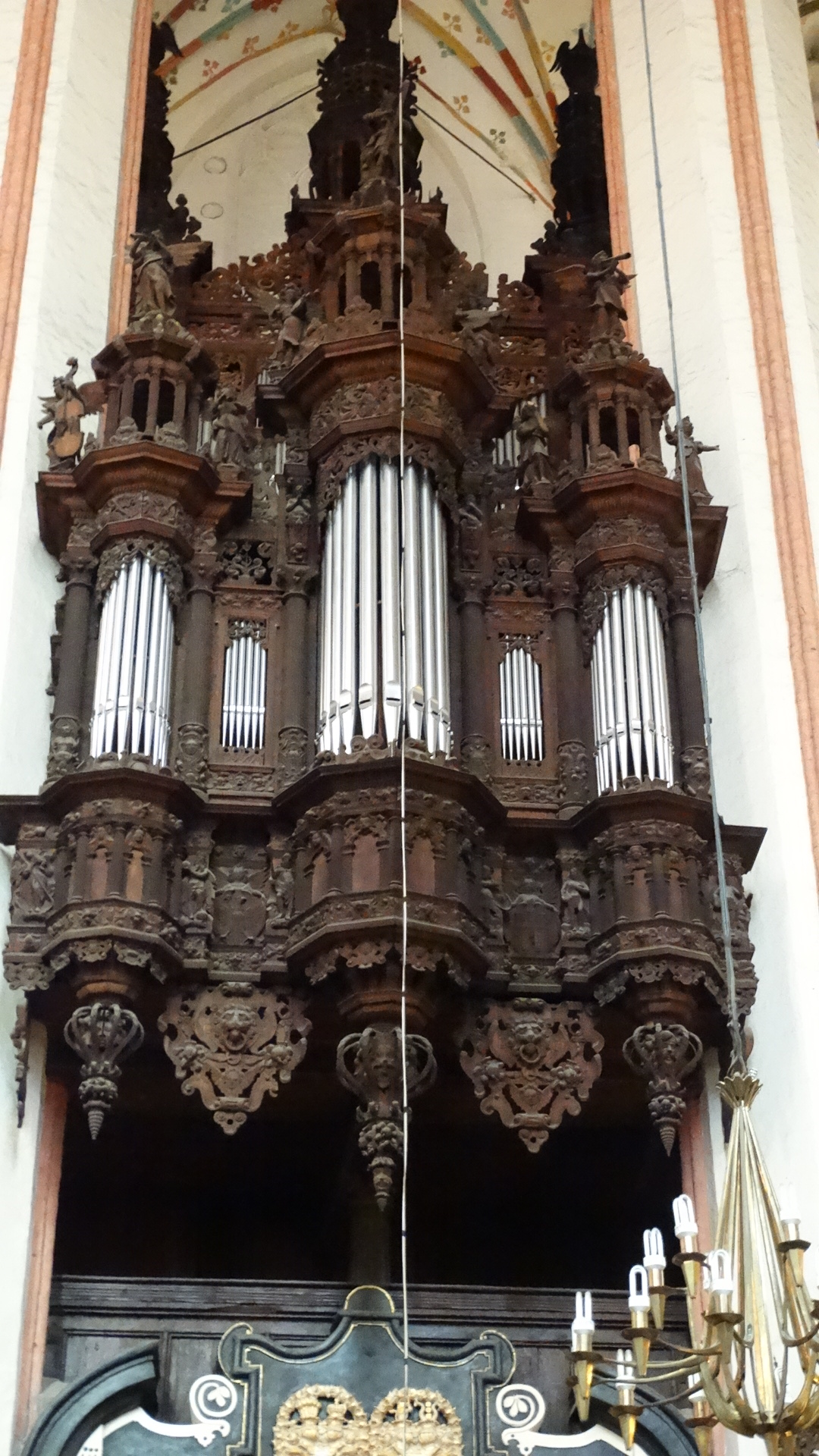
Prospekt sekcji pozytywu przedniego

Organy w kościele Wniebowzięcia Najświętszej Marii Panny w Toruniu – organy z najstarszym w Polsce, pochodzącym z XVI wieku renesansowym prospektem znajdujące się w kościele Mariackim w Toruniu. Instrument ma 52 rejestry, wyposażony jest w wiatrownice pneumatyczne oraz trakturę elektryczną. Jego najstarsza, zlokalizowana w głębi balkonu nad emporą północną część zbudowana była w 3. tercji XVI wieku; widoczny z nawy głównej manierystyczno-barokowy prospekt sekcji pozytywu pochodzi z roku 1609. Do współczesności z pierwotnego instrumentu zachowały się jedynie prospekty organowe; zespół gry powstał w wyniku kilku remontów, głównie tych przeprowadzonych w latach 1923–1925 oraz w roku 1976.

## Budowa

Rzut przyziemia kościoła Mariackiego z zaznaczoną lokalizacją organów. 1 – szafa główna, 2 – sekcja pozytywu przedniego, 3 – kontuar

Organy zlokalizowane są na balkonie nad emporą w północnej nawie bocznej, między drugim a trzecim filarem międzynawowym. Instrument składa się z dwóch części: późnorenesansowej, pochodzącej z końca XVI wieku szafy głównej, która przylega do ściany północnej kościoła, oraz z manierystyczno-barokowej, pochodzącej z 1609 sekcji pozytywu przedniego, która jest wysunięta w kierunku nawy głównej. Obydwie części zwrócone są frontami w kierunku osi głównej kościoła. Szafa główna, od podstawy do figury Chrystusa na szczycie wieży centralnej, mierzy około 22 metrów wysokości; szafa pozytywu przedniego – około 14 metrów. Kontuar umiejscowiony jest na emporze północnej, między pierwszym a drugim filarem międzynawowym; połączony jest z szafami piszczałkowymi trakturą elektryczną.
48 głosów zasadniczych, które rozdysponowane są między 52 rejestrami, rozmieszczone jest na czterech wiatrownicach pneumatyczno-stożkowych. Głosy w centralnej, wyposażonej w umieszczone w cokole żaluzje części szafy głównej przyporządkowane są do manuałów II i III; piszczałki głosów sekcji pedału znajdują się w bocznych skrzydłach tej szafy; głosy znajdujące się w sekcji pozytywu przedniego obsługiwane są pierwszym manuałem. Pod chórem organowym umiejscowione są: dmuchawa elektryczna, która dostarcza powietrza, oraz dwa miechy pływakowe, które regulują ciśnienie powietrza.
Prospekty obydwu części organów wykonane są z drewna dębowego. Są najstarszymi na terenie Polski nastawami organowymi; uznawane są za wybitne dzieła sztuki snycerskiej. Są reprezentantami zabudowy typu północnoeuropejskiego (niderlandzkiego i północnoniemieckiego).
Prospekt starszej szafy głównej utrzymany jest w stylu późnorenesansowym. Osadzony jest na wysokim, zajmującym około 1/3 całkowitej wysokości instrumentu cokole (licząc od posadzki chóru). Nieco ponad połowę wysokości nastawy zajmuje siedem płaszczyzn piszczałkowych zakończonych fryzami i profilowanymi gzymsami. Prospekt koronują trzy trójkondygnacyjne latarnie zwieńczone figurami Chrystusa, orła i pelikana. U dołu prospektu, w płycinach pod piszczałkami pięciu środkowych płaszczyzn, dominuje ażurowy ornament okuciowy; w kotarach w górnej części płaszczyzn – dekoracja roślinna w formie splątanej wici winorośli z motywem akantu; we fryzach – ornament rollwerkowy, owocowe girlandy i męskie popiersia; w szczytach – dekoracja rollwerkowa z girlandami, główkami puttów i maskami lwów. Najstarszą część ścian bocznych zdobi groteska.
Prospekt pozytywu przedniego ma konstrukcję wieżową, z bardziej wysuniętą, ośmioboczną wieżą centralną i nieco mniejszymi, również ośmiobocznymi na flankach. Przestrzeń między wieżami zajmują niewielkie płaszczyzny piszczałkowe. W podziale poziomym wyraźnie zarysowane są masywny cokół, elewacja zajmowana przez piszczałki oraz szczyt. Całą, strukturalnie barokową nastawę zdobi bogata, manierystyczna dekoracja snycerska, którą konserwator pomorski Jerzy Chyczewski określił mianem finezyjnej. Składają się na nią przeplatające się motywy roślinne, figuralne i geometryczne, m.in. maski, maszkarony, głowy ludzkie i zwierzęce, kariatydy, pilastry i konsole hermowe, zwoje winorośli, kwiaty, szyszki, zwisy i wisiory rollwerkowo-okuciowe. W cokole, w płycinach międzywieżowych znajdują się płaskorzeźbione herby Prus Królewskich i Starego Torunia, a po bokach ujętych w porządku doryckim cokołów wież stoją św. Krzysztof, Merkury, św. Zygmunt, Neptun, św. Jan Chrzciciel oraz Wenus Marina. W ażurowym wisiorze pod środkową wieżą wyrzeźbiona jest głowa króla Zygmunta III Wazy. Na szczycie nastawy umieszczono niebiańską orkiestrę – temat ikonograficzny z teorii muzyki Boecjusza przedstawiający grającego na harfie króla Dawida, z towarzyszeniem ośmiu muzykujących aniołów.

### Dyspozycja
Dyspozycja współczesna, po modernizacji z 1976
| Manuał I C–a3 | Manuał II C–a3 | Manuał III C–a3 | Pedał C–f1 |
| --- | --- | --- | --- |
| 1. Pryncypał 16′ 2. Pryncypał 8′ 3. Gamba 8′ 4. Dublettflet 8′ 5. Oktawa 4′ 6. Flet rurkowy 4′ 7. Kwinta 2 2/3′ 8. Oktawa 2′ 9. Cornet 3-5 10. Scharf IV 11. Mixtura V 12. Trąpet 8′ 13. Klarnet 8′ | 1. Flet rurkowy 8′ 2. Pryncypał skrzypcowy 8′ 3. Flet harmoniczny 8′ 4. Salicjonał 8′ 5. Aeolina 8′ 6. Vox coelestis 8′ 7. Waltornia 4′ 8. Prestant 4′ 9. Nasard 2 2/3′ 10. Pikolo 2′ 11. Mixtura IV 12. Obój 8′ 13. Vox humana 8′ 14. Szałamaja 4′ | 1. Bourdon 16′ 2. Kwintadena 8′ 3. Pryncypał 4′ 4. Trawersflet 4′ 5. Oktawa 2′ 6. Flet leśny 2′ 7. Kwinta 1 1/3′ 8. Tercja 1 3/5′ 9. Sifflet 1′ 10. Cymbel III 11. Krzywy róg 8′ 12. Clairon 4′ | 1. Pryncypał bas 16′ 2. Violonbas 16′ 3. Subbas 16′ 4. Kwintbas 10 2/3′ 5. Oktawbas 8′ 6. Fletbas 8′ 7. Chorałbas 4′ 8. Mixtura IV 9. Puzon 16′ 10. Dulcjan 16′ 11. Trąpet 8′ 12. Clairon 4′ 13. Kornetino 2′ |
| Urządzenia dodatkowe: tutti, crescendo, tremolo, pudło ekspresyjne | | | |

## Historia

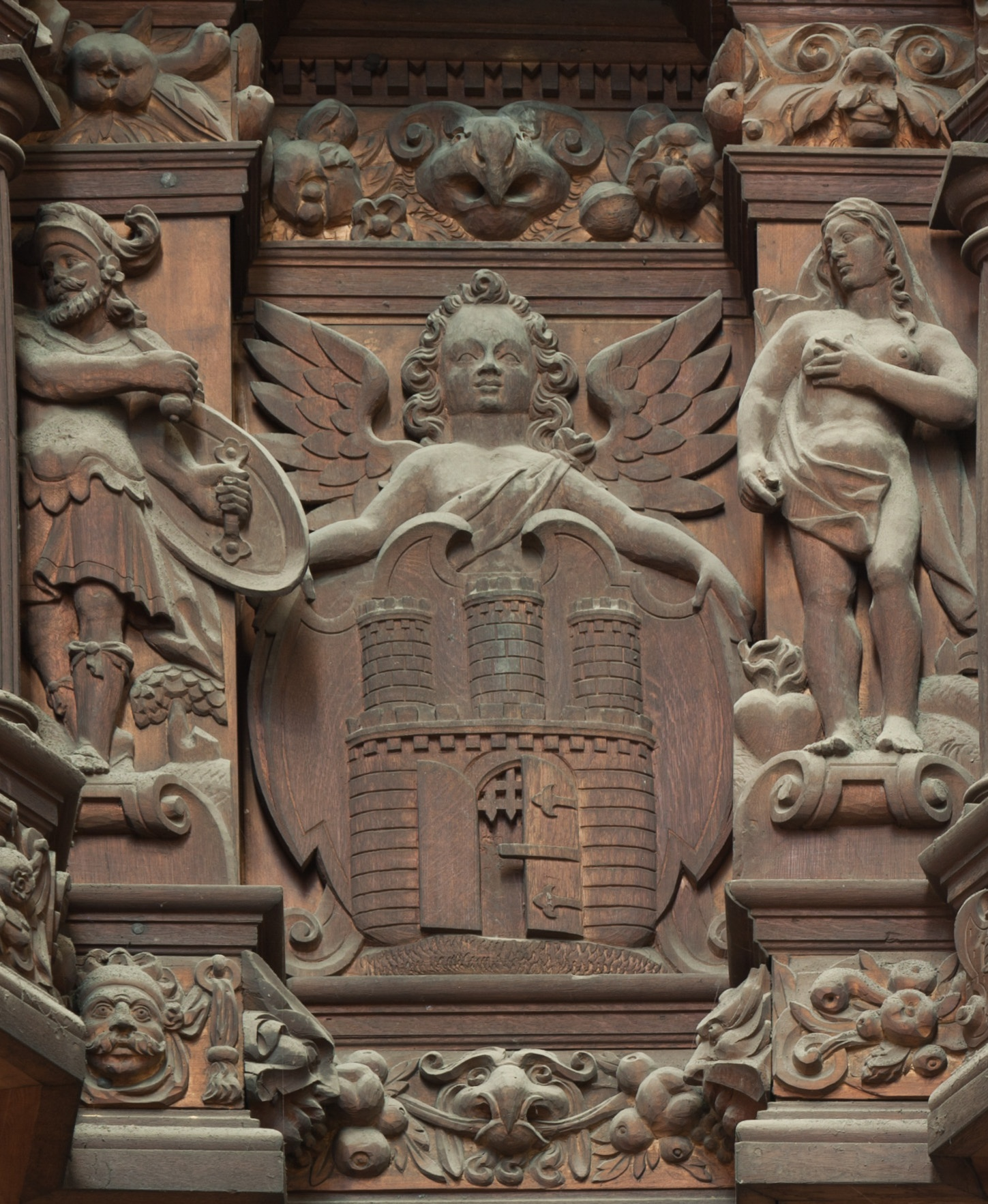
Herb Torunia w prospekcie sekcji pozytywu przedniego

### Średniowiecze i renesans
Niektórzy badacze przypuszczają, że nieduże organy, zbudowane przez nieznanego mnicha franciszkańskiego, istniały w kościele Mariackim przed 1343, a ich muzyki, podczas mszy słuchał król Kazimierz Wielki. Inni negują tę hipotezę twierdząc, że przywołane materiały źródłowe wskazują instrument z kościoła świętych Janów.
Bliżej niezidentyfikowane organy kościół posiadał przed 1600. Zbudowane zostały prawdopodobnie w 3. tercji lub 4. ćwierci XVI wieku przez anonimowego organmistrza. Ich zleceniodawcą był Henryk Stroband – burmistrz i długoletni mecenas toruński. Składały się wówczas tylko z jednej, stojącej 2 metry od ściany płytkiej szafy, i wyposażone były w zamykane skrzydła. Do współczesności przetrwała ich szafa z najstarszym na terenie Polski, późnorenesansowym prospektem. 6 września 1600, za kwotę 300 florenów zakończono ich remont.

### Barok
W 1601 kolejny remont i rozbudowę instrumentu rozpoczął, a w 1602 przerwał, organmistrz Wawrzyniec Weistock z Chwaliszewa. Pracę kontynuował organmistrz Hans Helwigken z Neustadt w księstwie Schlezwig-Holstein. Od Rady Miejskiej otrzymał zaliczkę 2000 florenów oraz 20 cetnarów ołowiu i 1 cetnar cyny na budowę piszczałek. Renowacja korpusu głównego i budowa nowej części – ogromnej sekcji pozytywu – zostały zakończone 6 lipca 1609. Instrument miał wówczas 32 głosy: 4 z piszczałek drewnianych oraz 18 z metalu organowego – stopu cyny i ołowiu. Wyposażony był w trójklawiaturowy (dwa manuały i jeden pedał) stół gry wbudowany w cokół szafy głównej. Klawisze górnego manuału miały okładzinę z kości słoniowej, klucze rejestrowe z kutego żelaza. Pierwszy manuał obsługiwał głosy w szafie głównej, drugi – w sekcji pozytywu przedniego. Mechanizm gry obsługiwała traktura mechaniczna, sterująca wiatrownicami klapowo-zasuwowymi. Piszczałki prospektowe zdobione były puncowanym ornamentem w formie guzowatego trójliścia. W górnej części środkowej piszczałki sekcji pozytywu przedniego osadzony był cymbelstern. Powietrze dostarczało osiem miechów klinowych, które umieszczone były na strychu budynku klasztornego przylegającego do bryły kościoła od strony północnej.
W 1626 Rada Miejska kupiła od Davida Cracovita z Krakowa dodatkowy instrument dla kościoła – pozytyw organowy. Instrument został wkrótce zwrócony właścicielowi.
W 1703, podczas oblężenia Torunia przez wojska szwedzkie, organy zostały poważnie uszkodzone. Odermontowane zostały w 1721 przez organmistrza Mateusza Brandtnera, który m.in. wykonał nowe piszczałki prospektowe.

### Romantyzm
W 1825 kolejny remont, po zniszczeniach wywołanych wojnami napoleońskimi, rozpoczął i 3 stycznia 1826 zakończył wrocławski organmistrz Scheffler. W 1873 przegląd organmistrzowski przeprowadził Wilhelm Sauer z Frankfurtu nad Odrą, a w 1878 – Max Terletzki z Królewca.
W kolejnych latach organy ulegały degradacji. W trakcie I wojny światowej uniknęły konfiskaty piszczałek, ale mimo tego w 1923 ogólny stan instrumentu nie pozwalał już na jego użytkowanie. Śpiewom kościelnym akompaniowała wówczas fisharmonia.
W latach 1923–1925, staraniem proboszcza księdza Józefa Wysińskiego, firma organmistrzowska Dominika I Biernackiego z Włocławka przeprowadziła remont generalny organów. Według projektu prof. Oskara Hermańczyka – organisty katedralnego z Pelplina i rewizora organów na diecezję chełmińską – traktura mechaniczna miała być wymieniona na pneumatyczną, stół gry rozbudowany o jeden manuał, liczba głosów zwiększona do 50, a kontuar wyposażony w około 200 przełączników rejestrowych. Miechy klinowe miały zostać zastąpione dwoma pływakowymi, a powietrze miała dostarczać dmuchawa elektryczna. Część prac zrealizowano zgodnie z założeniami, ale projektant krytycznie odniósł się do znacznych odstępstw w zakresie dyspozycji głosów, zastąpienia zabytkowych piszczałek ze stopu cyny i ołowiu tanim, cynkowym substytutem, oraz do niedbale wykonanej intonacji. W wyniku remontu, barokowy w sferze muzycznych możliwości wykonawczych charakter instrumentu zastąpiony został romantycznym. Po kilku latach na jaw wyszły również inne niedociągnięcia, których skutki uniemożliwiały użytkowanie instrumentu: membrany wiatrownic pneumatycznych zaczęły ulegać gwałtownemu zużyciu, a stół gry usterkom.

### Współczesność
Po II wojnie światowej kolejni organmistrzowie przeprowadzali remonty: 1950 Stefan Truszczyński z Włocławka, w 1976, kiedy dodano również 3 nowe głosy (w sumie instrument miał od tej pory 52 głosy), Wiktor Przytulski z Oliwy, Zakład Organmistrzowski Zygmunta Kamińskiego z Warszawy oraz Czesław Leszczyński z Bydgoszczy. Krótko po ostatnim remoncie, jeszcze w 1976przy konsultacji instrumentologicznej docenta Leona Batora stół gry wymienił organmistrz Bronisław Cepka z Popowa koło Wronek. Wtedy też wprowadzono trakturę elektromagnetyczną i przemieszczono kontuar na emporę nad wejściem głównym do kościoła.
W 2000 uzupełniono elementy snycerki obudowy szafy głównej oraz przeprowadzono konserwację. Prace przeprowadziła toruńska Pracownia Konserwacji Przedmiotów Zabytkowych Dariusza Sebastianowicza, przy konsultacjach konserwatora zabytków Krzysztofa Owsianego. W 2004 instrument odrestaurował organmistrz Marek Cepka z Popowa. 6 czerwca tego roku na instrumencie koncertował prof. Andrzej Chorosiński.
Współcześnie organy służą celom liturgicznym i świeckim; wykorzystywane są m.in. podczas odbywającego się cyklicznie festiwalu Mariackie Wieczory Muzyczne.